# Dmitri Yakovenko
Dmitri Olégovich Yakovenko Дмитрий Олегович Яковенко, (nacido el 28 de junio de 1983, en Nizhnevartovsk, Siberia, Rusia), es un Gran Maestro Internacional de ajedrez ruso.
En julio de 2009, en la lista de la FIDE, ocupa el puesto 5.º del mundo con un elo de 2760; es además el número 1.º de Rusia.
En la Superfinal del 58.º Campeonato Ruso de ajedrez, 2005, del 18 al 30 de diciembre en Moscú, Yakovenko quedó 2.º, tras Sergéi Rubliovski..
Este fue uno de los mejores torneos de su vida, pues, a falta de una ronda, aún podía alcanzar al líder, Rubliovski. Finalmente Yakovenko jugó contra Sergéi Volkov y tras 80 jugadas se firmaron tablas. Así, el GM ruso fue 2.º, con unos 19.000 dólares de premio.
En la Superfinal del 59 °Campeonato Ruso de ajedrez, 2006, Yevgeni Alekséyev ganó el desempate a Yakovenko por 1.5 a 0.5, tras empatar ambos en el primer lugar con 7½ puntos. .
En marzo de 2007 ganó el VIII Torneo Kárpov de ajedrez en Poikovski, Rusia, logrando un punto de ventaja por sobre Onischuk, Alekséyev y Bologan.
En abril del 2007, quedó tercero en el 8.º Campeonato individual de ajedrez de Europa, celebrado en Dresde, Alemania. El ganador del mismo fue Vladislav Tkachiev, y el segundo, Emil Sutovsky.